# Diêm Liên Khoa

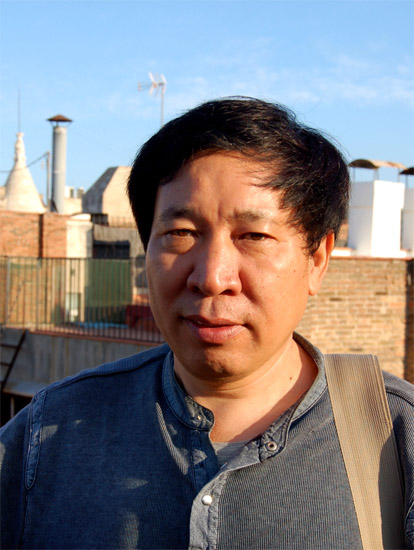
Diêm Liên Khoa, nhà văn đương đại Trung Quốc

Diêm Liên Khoa (tiếng Trung: 阎连科, bính âm: Yán Liánkē, sinh 1958) là một nhà văn Trung Quốc chuyên viết tiểu thuyết.
Các sáng tác tiêu biểu: "Hạ nhật lạc" (夏日落), "Vì nhân dân phục vụ" (为人民服务), "Đinh trang mộng" (丁庄梦). Ông đã xuất bản trên 10 tập truyện ngắn. Thụ hoạt (受活), tập tiểu thuyết xuất bản năm 2004, đoạt rất nhiều giải thưởng của Trung Quốc.
Các tác phẩm của ông do mang tính châm biếm cao nên nhiều tác phẩm nổi tiếng vẫn đang bị cấm tại Trung Quốc. Diêm Liên Khoa cũng thừa nhận đã phải tự kiểm duyệt bằng cách viết song song 2 phiên bản của cùng một tác phẩm để tác phẩm đã tự kiểm duyệt có thể xuất bản trong nước, đồng thời giữ phiên bản gốc xuất bản ở nước ngoài.

## Tiểu sử
Diêm Liên Khoa sinh năm 1958 trong một gia đình nông dân tại thôn Điền Hồ, huyện Tung, Hà Nam, Trung Quốc.
Năm 1978 nhập ngũ.
Năm 1979 công bố truyện ngắn đầu tiên "Chuyện thiên ma".
Cuối năm 1981 ra quân về quê, vì yêu văn học, lại có chút thành tích cho nên lại được gọi vào quân đội và được đề bạt làm cán bộ.
Năm 1983 học lớp hàm thụ đại học Hà Nam
Năm 1989 học khoa Văn học học viện Nghệ thuật giải phóng quân Bắc Kinh
Năm 1994 được điều đến bộ phận chính trị pháo binh thứ 2 Giải phóng quân làm nhà văn, biên kịch chuyên nghiệp.
Năm 2004 rời quân đội chuyển sang làm nhà văn chuyên nghiệp cho Hội nhà văn thành phố Bắc Kinh.
Năm 2008 đến nay làm giáo sư đại học Nhân dân Trung Quốc.
Năm 2016 được mời làm giáo sư thỉnh giảng, được phong giáo sư danh dự ở đại học Khoa học kĩ thuật Hongkong.

## Kiểm duyệt
- 1994: Hạ nhật lạc bị cấm vì nội dung mô tả sự tha hóa của hai anh hùng giải phóng quân Trung Quốc[2]
- 2004: Thụ hoạt bị cấm vì nội dung về 2 quan chức Trung Quốc tìm cách mua di thể Lenin mang về quê để thu hút du lịch.[2]
- 2005: Vì nhân dân phục vụ bị cấm vì nội dung mô tả nhân vật nữ chỉ đạt khoái cảm tình dục khi xé ảnh Mao và sách Mao ngữ lục.[2]
- 2006: Đinh trang mộng bị cấm vì mô tả quá trình lây bệnh SIDA/SRAS ở Trung Quốc.[2]

## Danh mục tác phẩm

### Tiểu thuyết
- "Ngục tình cảm", Nhà xuất bản Văn nghệ Giải phóng quân, 1991
- "Nữ thanh niên tri thức cuối cùng", Nhà xuất bản Văn nghệ Bách Hoa,1993
- "Vòng sinh tử", Nhà xuất bản Minh Thiên, 1995
- "Chào Kim Liên", Nhà xuất bản Văn nghệ Trung Quốc, 1997
- "Nhật quang lưu niên",Nhà xuất bản Hoa Thành, 1998, Công ty sự nghiệp xuất bản Liên Kinh (Đài Bắc), 2010
- "Kiên ngạnh như thủy", Nhà xuất bản Văn nghệ Trường Giang, 2001; Nhà xuất bản Mạch Điền (Đài Bắc), 2009
- "Gà chọi", Nhà xuất bản Văn nghệ Trường Giang, 2001
- "Xuyên qua", Nhà xuất bản Văn nghệ Giải phóng quân, 2001
- "Hạ nhật lạc", Công ty sự nghiệp xuất bản Liên Kinh (Đài Bắc), 2010
- "Thụ hoạt", Nhà xuất bản Văn nghệ Xuân Phong, 2004; Nhà xuất bản Mạch Điền (Đài Bắc), 2007
- "Đinh trang mộng", Nhà xuất bản Văn hóa nghệ thuật(Hongkong), 2006; Nhà xuất bản Mạch Điền (Đài Bắc), 2006; Công ty trách nhiệm hữu hạn truyền thông tư nhân Linh Tử (Singapore),2006

### Tuyển tập truyện
- "Chuyện quê nhà", Nhà xuất bản Văn nghệ Bách Hoa, 1992
- "Ngụ ngôn hòa bình", Nhà xuất bản Văn nghệ Trường Giang, 1994
- "Đi đến thiên đường", Nhà xuất bản Thanh niên Trung Quốc, 1995
- "Diêm Liên Khoa văn tập" (5 quyển), Nhà xuất bản Nhân dân Cát Lâm, 1996
- "Diêm Liên Khoa tập truyện tự tuyển chọn", Nhà xuất bản Văn nghệ Hà Nam, 1997
- "Gia viên hoan lạc", Nhà xuất bản Bắc kinh, 1998
- "Động Hoàng Kim", Nhà xuất bản Văn nghệ, 1998
- "Sáng tối tròn khuyết: Lại nói về thiên cổ dâm phụ Phan Kim Liên", Nhà xuất bản Văn nghệ Trung Quốc, 1999
- "Đi về hướng Đông Nam", Nhà xuất bản Nhà văn, 2000
- "Bả Lâu thiên ca", Nhà xuất bản Văn nghệ Bắc Nhạc, 2001
- "Ba chày gỗ", Nhà xuất bản Thế giới mới, 2002
- "Năm tháng thôn quê", Nhà xuất bản Nhân dân Tân Cương,2002
- "Ngày tháng năm",Nhà xuất bản Nhân dân Tân Cương, 2002; Nhà xuất bản Nguyệt San Minh Báo (Hongkong), 2009
- "Kho tàng nhà văn đương đại" (Quyển về Diêm Liên Khoa), Nhà xuất bản Văn nghệ Nhân dân, 2003
- "Thiên cung đồ", Nhà xuất bản Văn nghệ Giang Tô, 2005
- "Chủ nghĩa lãng mạn cách mạng: Truyện ngắn tiêu biểu của Diêm Liên Khoa", Công ty xuất bản Văn nghệ Xuân Phong, 2006
- "Mẹ là dòng sông", Nhà xuất bản Văn nghệ đại chúng, 2006
- "Giấc mơ của người Dao Câu", Công ty xuất bản Văn nghệ Xuân Phong,2007
- "Diêm Liên Khoa văn tập" (12 quyển), Nhà xuất bản Nhật báo Nhân dân; Nhà xuất bản Nhân dân Vân Nam, Nhà xuất bản Nhân dân Thiên Tân,2007
- "Tuyển tập tác phẩm của Diêm Liên Khoa" (17 quyển)
- "Khu cấm số 4", "Thiên công đồ", Công ty xuất bản Vạn Quyển, 2009
- "Đi về hướng Đông Nam", Công ty xuất bản Vạn Quyển, 2009
- "Tuyển tập truyện của Diêm Liên Khoa", Tân địa văn hóa (Đài Bắc), 2010
- "Tỉnh giấc đào viên", Hoàng Sơn thư xã,2010
- "Phù dung kĩ nữ: Biên niên truyện vừa của Diên Liên Khoa (1988-1990)", tập 1, Nhà xuất bản văn nghệ Triết Giang, 2011
- "Trung thổ hoàn hương: Biên niên truyện vừa của Diêm Liên Khoa (1991-1993)"(tập 2),Nhà xuất bản Văn nghệ Triết Giang, 2011
- "Dãy núi Bả Lâu: Biên niên truyện vừa của Diêm Liên Khoa (1993-1996)"(Tập 3) Nhà xuất bản Văn nghệ Triết Giang, 2011
- "Tỉnh giấc đào viên: Biên niên truyện vừa của Diêm Liên Khoa (1996-2009)"(tập 4), Nhà xuất bản Văn nghệ Triết Giang, 2011
- "Tuyển tập truyện ngắn Diêm Liên Khoa", Nhà xuất bản Nhân dân Vân Nam,2013
- "Diêm Liên Khoa đen trắng" – bốn truyện vừa (4 quyển), Nhà xuất bản Văn học Nhân dân, 2014; Nhị ngư Văn hóa (Đài Bắc), 2014
- "Vì nhân dân phục vụ" (Người tình của phu nhân sư trường); Nhà xuất bản Mạch Điền (Đài Bắc), 2005; Công ty trách nhiệm hữu hạn truyền thông tư nhân Linh Tử (Singapore), 2005; Nhà xuất bản Văn hóa Nghệ thuật (Hongkong),2005
- "Phong nhã tụng",Nhà xuất bản Mạch Điền (Đài Bắc), 2008; Tập đoàn xuất bản Phượng Hoàng, 2008
- "Tứ thư", Nhà xuất bản Mạch Điền (Đài Bắc), 2011; Nhà xuất bản Minh Báo (Hongkong),2011
- "Tạc liệt chí", Nhà xuất bản Văn nghệ Thượng Hải, 2013; Nhà xuất bản Mạch Điền (Đài Bắc), 2013
- "Nhật tức" (Mặt trời đã tắt), Nhà xuất bản Mạch Điền (Đài Bắc),2015

### Tùy bút, tản văn
- "Xiềng xích xám xịt", Nhà xuất bản Văn nghệ Bách Hoa, 1999
- "Về nhà", Nhà xuất bản Giải phóng quân, 2002
- "Đôi đũa hồng của bà đồng: Ghi chép đối thoại giữa nhà văn và tiến sĩ văn học" (viết chung cùng Lương Hồng), Nhà xuất bản Văn nghệ Xuân Phong,2002
- "Vượt qua mọi biên giới: Tản văn Diêm Liên Khoa", Nhà xuất bản Văn nghệ Trường Giang,2005
- "Đất vàng và cỏ xanh: Tản văn tình thân của Diêm Liên Khoa", Nhà xuất bản Hoa Thành, 2008
- "Kĩ xảo và linh hồn: Ghi chép đọc sách của Diêm Liên Khoa",Nhà xuất bản Hoa Thành,2008
- "Phân chia và hợp lại: Diễn giảng văn học của Diêm Liên Khoa", Nhà xuất bản Hoa Thành, 2008
- Tản văn Diêm Liên Khoa", Nhà xuất bản Văn nghệ Triết Giang, 2009
- "Tôi và cha chú", Ấn khắc văn học (Đài Bắc), 2009; Nhà xuất bản Nhân dân Vân Nam, 2009
- "Hiện thực của tôi, chủ nghĩa của tôi: Ghi chép đối thoại văn học của Diêm Liên Khoa"(viết chung cùng Trương Học Hân); Nhà xuất bản văn học Nhân dân Trung Quốc,2011
- "Hãy đợi đấy", Trung tâm xuất bản phương Đông,2011
- "Phát hiện tiểu thuyết", Nhà xuất bản Đại học Nam Khai, 2011; Ấn khắc văn học (Đài Bắc),2011
- "Nhà số 711", Nhà xuất bản Nhân dân Giang Tô, 2012; Nhà xuất bản Liên Kinh (Đài Bắc), 2012
- Tản mạn: Tập diễn giảng ở nước ngoài của Diêm Liên Khoa, Nhà xuất bản Trung Tín, 2012
- "Tản văn Diêm Liên Khoa", Nhà xuất bản Nhân dân Vân Nam, 2013
- "Khó nhất của sáng tác là hồ đồ", Nhà xuất bản Nhân dân Trung Quốc, 2013
- "Những bài giảng ở hải ngoại", Nhà xuất bản Văn học Nhân dân Trung Quốc, 2013
- "Ba dòng sông của hai người", "Cảm niệm", Nhị Ngư văn hóa (Đài Bắc), Nhà xuất bản Văn học Nhân dân, 2013, 2014
- "Đi trên con đường của người khác: Ghi chép ngữ tứ của Diêm Liên Khoa", Nhà xuất bản Nhân dân Thượng Hải, 2014
- "Hắc bạch Diêm Liên Khoa" – Bốn quyển tản văn (4 quyển), Nhà xuất bản Văn học Nhân dân, 2014
- "Trầm mặc và hổn hển: Văn học Trung Quốc như tôi đã trải qua", Ấn khắc (Đài Bắc), 2014
- "12 tháng của hai thế hệ" (viết chung với Tưởng Phương Châu), Ấn khắc (Đài Bắc), 2015

## Giải thưởng

### Ngoài nước
- Năm 2005: "Đinh trang mộng" đoạt “Giải thưởng người đọc sách” của Đài Loan；Đoạt danh hiệu 10 bộ sách hay viết bằng tiếng Hoa trên toàn thế giới của “Tuần báo Á Châu”Hongkong ； Được mạng internet Nhật Bản bình chọn là “Bản dịch hay nhất”.
- Năm 2008: "Ngày, tháng, năm" được trung tâm giáo dục quốc gia Pháp giới thiệu vào mục lục sách học sinh trung học cần đọc ；Dịch giả Brigitte Guilbaud nhận giải thưởng dịch thuật quốc gia với bản dịch Ngày, tháng, năm.
- Năm 2009: "Tôi và cha chú" giành giải thưởng “10 tác phẩm tiếng Hoa xuất sắc trên toàn thế giới” của “Tuần báo Á Châu”.
- Năm 2010: "Tứ thư" đoạt giải 5 cuốn hay nhất của “Giải thưởng Hồng lâu mộng” Hongkong.
- Năm 2012: "Đinh trang mộng" được vào vòng chung kết “Giải thưởng văn học Á Châu Man”(Man Asian Literary Prize) năm 2011 ；lọt vào vòng chung kết của giải thưởng dịch thuật hằng năm của “Báo độc lập” Anh quốc ；được tờ “Thời báo tài chính” Anh quốc bình giá là “sách hay trong năm” của văn học thế giới. "Tứ thư" được vào vòng chung kết “Giải thưởng văn học Femina” của Pháp. "Thụ hoạt" bản dịch tiếng Anh (Lenin's Kisses) được lọt vào danh sách 10 cuốn sách hay nhất của The New Yorker.
- Năm 2013: Vào vòng chung kết “Giải thưởng Booker quốc tế” Anh quốc.
- Năm 2014: Đoạt “Giải thưởng văn học viết bằng tiếng Hoa trên toàn thế giới của “Hoa Tung” Malaysia; Đoạt “Giải thưởng văn học Franz Kafka” của Cộng hòa Séc. "Tạc liệt chí" đoạt giải 5 cuốn hay nhất của “Giải thưởng Hồng lâu mộng” Hongkong.
- Năm 2015: "Thụ hoạt" đoạt giải thưởng văn học quốc tế“Twitter”Nhật Bản; "Kiên ngạnh như thủy" đoạt giải thưởng dịch thuật của Hội nhà văn Hà Nội – Việt Nam với bản dịch của Nguyễn Thị Minh Thương.
- Năm 2016: "Tứ thư" vào vòng chung kết của “Giải thưởng Booker quốc tế” Anh quốc; vào vòng chung kết giải thưởng Tân hưng chi thanh Oppenheimer của Tuần báo tài chính; Nhật tức đạt giải nhất “Giải thưởng Hồng lâu mộng” của Hongkong.

### Trong nước
- Năm 1990: "Giấc mơ của người Dao Câu" đoạt Giải thưởng truyện vừa bách hoa toàn quốc của “Tiểu thuyết nguyệt báo” lần thứ 4; đoạt giải thưởng văn học “Thập nguyệt” lần thứ 4; đoạt giải thưởng văn học “Tuyển san truyện vừa” năm 1990-1991.
- Năm 1992 "Hạ nhật lạc" đoạt giải thưởng “Tuyển san truyện vừa” toàn quốc.
- Năm 1994 "Dãy núi Bả Lâu" đoạt giải thưởng truyện vừa Thượng Hải.
- Năm 1996, "Động Hoàng Kim" đoạt giải thưởng văn học Lỗ Tấn cho truyện toàn quốc vừa lần thứ nhất.
- Năm 1997 "Ngày tháng năm" đoạt giải thưởng văn học Lỗ Tấn dành cho truyện vừa toàn quốc lần thứ 2.
- Năm 1999 "Bả Lâu thiên ca" đoạt giải thưởng truyện vừa Thượng Hải lần thứ 5. "Đi về hướng Đông Nam" đoạt giải thưởng truyện vừa xuất sắc “Văn học nhân dân”.
- Năm 2001 "Kiên ngạnh như thủy" đoạt Giải thưởng tiểu thuyết xuất sắc “Cửu đầu điểu”.
- Năm 2004, "Thụ hoạt" đoạt “Giải thưởng văn học Đỉnh quân song niên thế kỉ 21” lần thứ 2; đoạt giải thưởng “Lão Xá” lần thứ 3.
- Năm 2008: "Phong nhã tụng" đoạt Giải thưởng hàng năm của “Cuối tuần phương Nam”.
- Năm 2009: "Tôi và cha chú" được hơn 10 đơn vị truyền thông chọn là tác phẩm xuất sắc trong năm.
- Năm 2010: "Thụ hoạt" được “Cuối tuần phương Nam” chọn là 10 cuốn sách hay trong 30 năm của Trung Quốc; "Tôi và cha chú" đoạt Giải thưởng văn học Thi Nại Am lần thứ nhất.
- Năm 2013, "Tạc liệt chí" được hơn đơn vị truyền thông của Trung Quốc đánh giá là cách hay trong năm; tác giả được “Tuần báo thời sự Trung Quốc”đánh giá là Nhân vật văn hóa trong năm có có ảnh hưởng đến Trung Quốc.

## Đời tư
Năm 1984 ông kết hôn cùng Trác Li Sa, năm 1985 sinh con trai Diêm Tung Nguy. Năm 2013 con trai kết hôn, năm 2014 cháu gái chào đời, hiện nay cả gia đình đều sống ở Bắc Kinh.